# MTV Europe Music Award al miglior artista hard rock
L'MTV Europe Music Award al miglior artista hard rock (MTV Europe Music Award for Best Hard Rock) è stato uno dei premi dell'MTV Europe Music Award, che è stato assegnato solo nel 2002.

## Albo d'oro

### Anni 2000
| Anno | Vincitore   | Nominati                                            |
| ---- | ----------- | --------------------------------------------------- |
| 2002 | Linkin Park | - Korn - P.O.D. - Puddle of Mudd - System of a Down |